# Левітан Юрій Борисович
Ю́рій Бори́сович Левіта́н (2 жовтня 1914 — 4 серпня 1983) — радянський актор, диктор.
У роки Німецько-радянської війни 1941—1945 читав зведення Радінформбюро і накази Верховного Головнокомандувача Й. В. Сталіна, і його голос став відомий кожному жителю СРСР. Саме Юрію Левітану, завдяки унікальному тембру голосу, було довірено оголошувати про перемогу і здобуття Берліна. Адольф Гітлер оголосив його особистим ворогом № 1 і обіцяв за його голову 250 тисяч марок. Член КПРС з 1941 року. Народний артист СРСР (1980).

## Біографія
Народився 2 жовтня 1914 року в місті Владимирі у єврейській сім'ї. Його батько Бер Левітан працював в артілі кравцем, мати Марія була домашньою господаркою. До поезії, театру та співу його долучив дядько. Працював на Всесоюзному радіо з 1931 року. Читав текст у фільмі 1935 року «На Дунаї».

### Друга світова війна
Протягом усіх років війни Левітан зачитував щоденні фронтові звернення й накази Верховного Головнокомандувача. Восени 1941-го Левітан був евакуйований у Свердловськ (нині Єкатеринбург) разом з диктором Ольгою Сергіївною Висоцькою. Вести мовлення зі столиці до того часу стало технічно неможливо — всі підмосковні радіовежі були демонтовані, оскільки були хорошими орієнтирами для німецьких бомбардувальників. Уральська студія була розміщена в підвальному приміщенні, сам диктор жив у бараці поблизу на умовах цілковитої секретності, лише час від часу до нього приїжджали московські друзі. Інформація для радіовипусків надходила телефоном, сигнал ретранслювався десятками радіостанцій по всій країні, що не давало змоги запеленгувати головний радіовузол. Крім, власне, роботи в ефірі, диктор також озвучував документальні фільми, які монтувалися на цій же студії. У березні 1943-го Юрія Левітана таємно перекинули в Куйбишев, де вже розміщувався радянський радіокомітет. Інформацію про перебування диктора у Свердловську розсекретили лише через чверть століття. Про те, як виглядає головний диктор країни, знали небагато. Щоб убезпечити Левітана, в роки війни поширювали чутки про його зовнішність. Ця обставина мало не завадила промовленню довгоочікуваних для мільйонів людей слів — повідомленню про Перемогу, коли на площі всі чекали його оголошення, а він не міг проштовхнутися через натовп, і коли казав, хто він, йому не вірили. Останнє звернення Радінформбюро Левітан зачитав 15 травня 1945 року. «Приймання полонених німецьких солдатів на всіх фронтах закінчене», — сказав він.

### Післявоєнний період
Після війни Левітан читав урядові заяви, вів репортажі з Червоної площі, з Кремлівського Палацу з'їздів, брав участь в озвучуванні фільмів, зокрема фільм 1982 року «Якщо ворог не здається…». У 1965—1983 роках читав текст у телепередачі «Хвилина мовчання». На Всесоюзному радіо вів передачу «Говорять і пишуть ветерани». Про смерть Сталіна, запуск першого штучного супутника Землі, політ Юрія Гагаріна та інші історичні події країна теж дізналася з повідомлень, зачитаних Левітаном. На початку 1970-х він несподівано перестав виходити в прямий ефір: керівництво визнало, що голос диктора, який оголошував про початок війни, асоціюється у населення з якимись надзвичайними подіями. Тоді Левітан став вести радіопрограми, озвучувати кінохроніку, читати дикторський текст до відомих кінофільмів.
Помер у селі Бессоновка Бєлгородської області під час зустрічі з ветеранами Курської битви вночі проти 4 серпня 1983 року через зупинку серця, похований у Москві на Новодівочому цвинтарі.

## Нагороди
- Орден Знак Пошани
- Орден Трудового Червоного Прапора
- Народний артист СРСР
- Народний артист РРФСР

## Цікаві факти
- Наявні записи про початок Великої Вітчизняної війни й наступні повідомлення Радінформбюро не є автентичними, тому що в роки війни вони не зберігалися, а спеціально записані на магнітофонну стрічку в 1950-ті роки — для історії.
- Левітан приїхав до Москви з Володимира, щоб стати артистом. Але іспити в кінотехнікум він провалив. Зате успішно пройшов відбір у групу радіодикторів: його прийняли, попри провінційний говір з оканням.
- Багато експонатів музею радіо в Єкатеринбурзі взяті зі студії, де працював Левітан.
- Він постійно працював над своєю дикцією. Щоб виробити чітку вимову, Юрій Борисович частенько читав свої тексти, стоячи вниз головою на руках.
- Левітан був серед перших, кого збирався повісити Гітлер. Під час війни Левітана оберігали на державному рівні. Його весь час супроводжувала охорона, а через пресу запускалася дезінформація про його зовнішність — щоб ніхто не знав, як виглядає людина, життя якої нацисти оцінили у 250 тисяч марок.
- Приватне життя Левітана не склалося. Після 11 років шлюбу дружина пішла від нього до іншого чоловіка. Юрій Борисович так більше й не одружився. Він жив у квартирі на Тверській разом з донькою Наталкою і тещею, яка обожнювала свого колишнього зятя. Дочка Левітана, 65-річна Наталія Сударикова, була убита у 2006 році власним сином Борисом у своїй квартирі в Москві.
- Німецькі спецслужби розробили, але так і не змогли втілити в життя план викрадення головного диктора Радянського Союзу, за голову якого рейхом була призначена нагорода в 100 тисяч (за іншими джерелами — у 250 тисяч) марок.
- Повідомлення про початок війни першим по радіо промовив не Левітан, а нарком закордонних справ СРСР В'ячеслав Молотов. Надалі Левітан повторював цей текст.
- Сигнал зі Свердловської студії йшов по кабелю на ретранслятор «РВ-96» біля озера Шарташ. Тоді це був найпотужніший передавач у країні.
- У дитинстві його прозвали Трубою — за гучний голос. Мами хлопчаків, що десь загулялися на вулиці, просили Юрка покликати (покричати) їхніх бешкетників на ім'я. Ефект був як від мегафона, далеко навкруги чулося розкотисте: «Ва-ася! (Миша, Толя). Дамо-ой!»

## Галерея

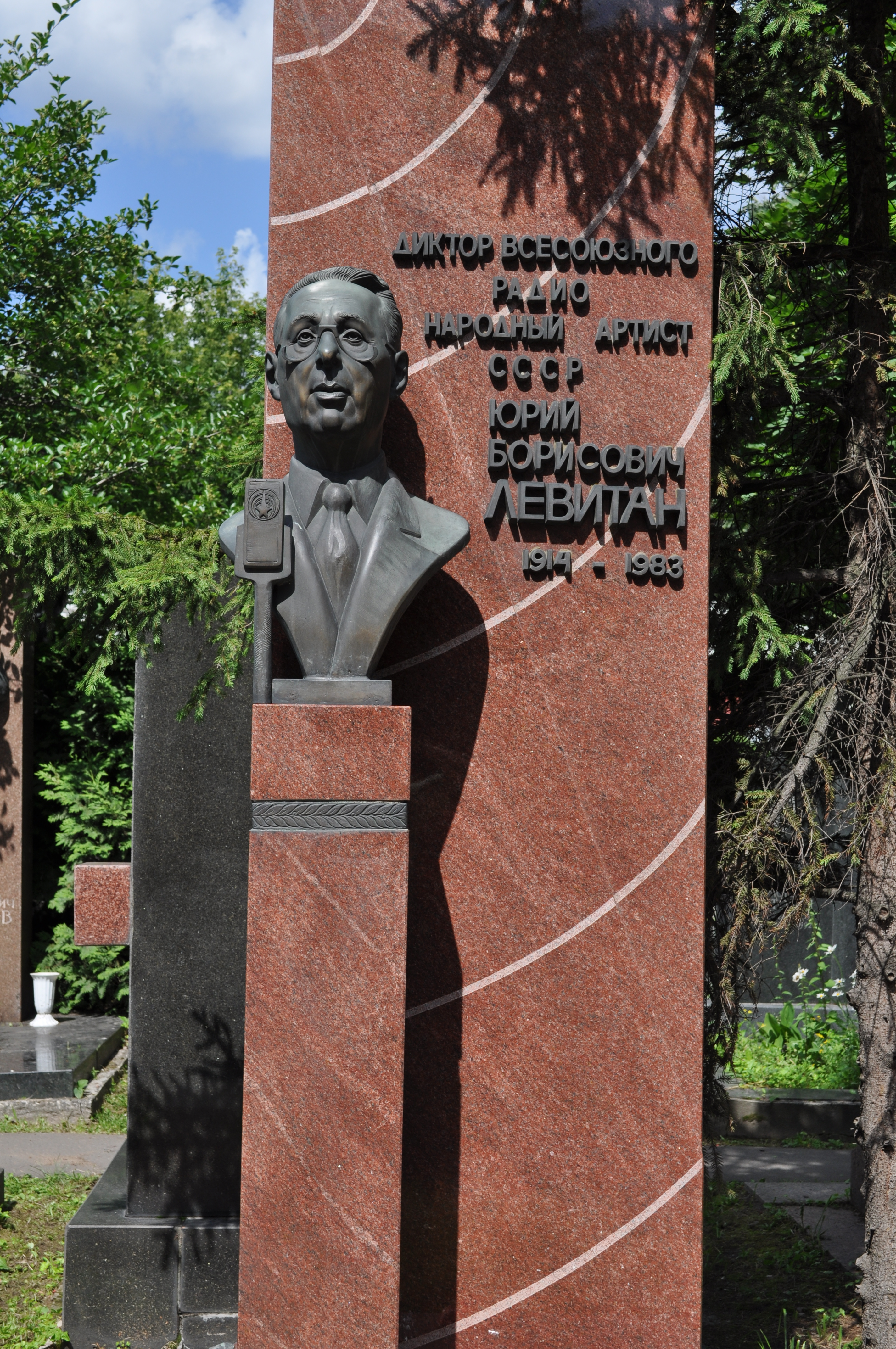
Пам’ятник на могилі диктора в Москві
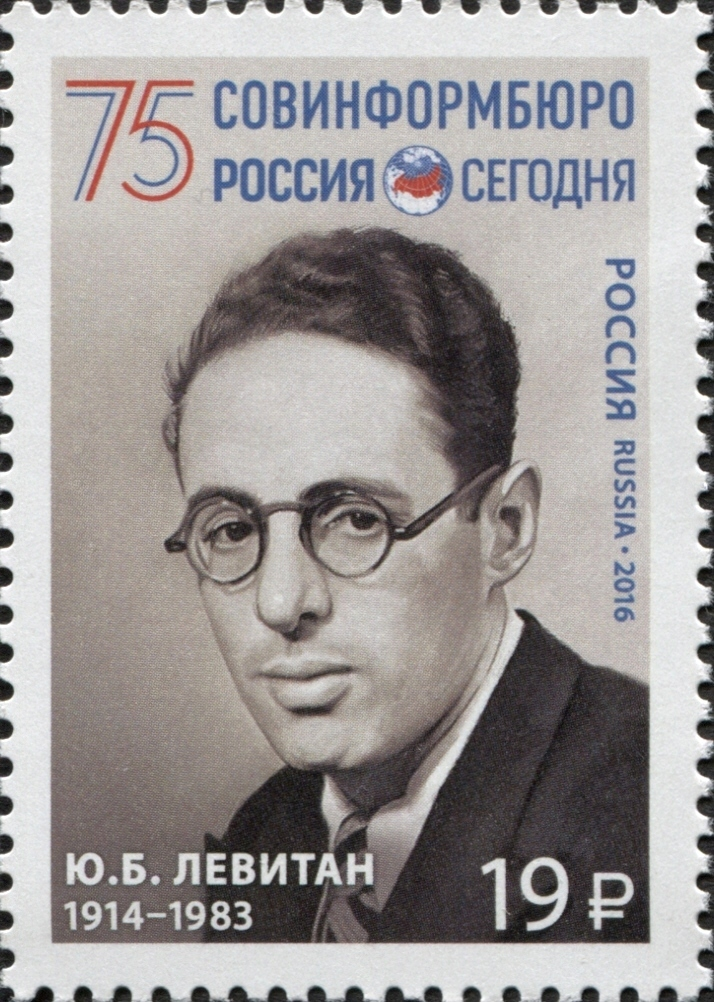
Поштова марка на честь диктора
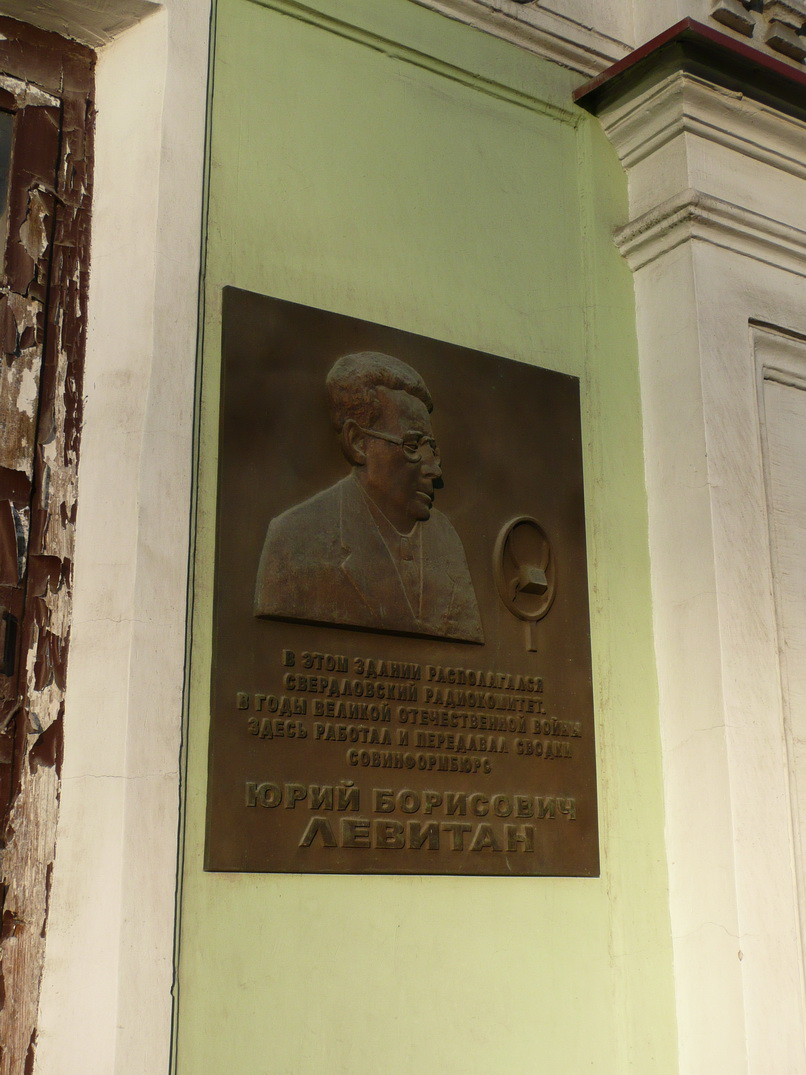
Меморіальна дошка на радіовузлі (Єкатеринбург)

## Зразок голосу
- Оголошення про початок війни 22.06.1941 р.
- Про розгром німецького угрупування 30.03.1945 р.
- Про розгром фашистської Німеччини 8.05.1945 р.